# Championnat du Portugal féminin de football 1995-1996
Navigation
Édition précédente Édition suivante
Le Nacional Feminino 1995-1996 est la 11e édition du championnat du Portugal féminin de football. Le format de la compétition reste le même que les saisons précédentes. Durant la première phase, Seize équipes divisées en trois groupes régionaux s'affrontent sous forme de championnat, selon le principe des matches aller et retour. À l'issue de cette dernière, les deux premières équipes de chaque groupe s'affrontent dans une phase finale, toujours sous le principe d'un championnat aller-retour.
Au terme de la saison, le Boavista perd sa couronne et ne remporte pas son onzième championnat d'affilée. C'est l'ADC Lobão qui s'impose pour la première fois. Mettant ainsi un terme à l'hégémonie du club de Porto. Il est à noter que bon nombre d'anciennes joueuses du Boavista FC sont parties jouer à Lobão, tel que : Bé, Alfredina ou encore Figo.

## Participants
Ces trois tableaux présentent les seize équipes qualifiées pour disputer le championnat 1995-1996. On y trouve le nom des clubs, la date de création du club, le nom des stades ainsi que la capacité de ces derniers
La première phase comprend un groupe de six et deux de cinq équipes. 
Légende des couleurs
- Vainqueur de la Campeonato Nacional Feminino la saison précédente.
- Promu de division inférieure.

| \| Drizes Lobão Boavista Amarante Mateus \| Localisation des clubs engagés dans la Zona A du championnat. |
| Drizes Lobão Boavista Amarante Mateus                                                                     |

| Nom du club | Date de création | Dernière montée | Division 1993-1994  | Stade                                    | Capacité | Vict. |
| ----------- | ---------------- | --------------- | ------------------- | ---------------------------------------- | -------- | ----- |
| Amarante FC | 1923             | 1993            | Campeonato Nacional | -                                        |          | /     |
| Boavista FC | 1903             | 1985            | Campeonato Nacional | Campo de Treinos do Estádio do Bessa XXI | -        | 10    |
| CD Drizes   | 1962             | 1992            | Campeonato Nacional | -                                        | -        | /     |
| ADC Lobão   | 1978             | 1991            | Campeonato Nacional | -                                        | -        | /     |
| SC Mateus   | 1926             | 1995            | Distrital           | -                                        |          | /     |

| \| Vimieirense U.Coimbra Ferreirense Escola Viseu Albergaria \| Localisation des clubs engagés dans la Zona B du championnat. |
| Vimieirense U.Coimbra Ferreirense Escola Viseu Albergaria                                                                     |

| Nom du club         | Date de création | Dernière montée | Division 1993-1994  | Stade                                             | Capacité | Vict. |
| ------------------- | ---------------- | --------------- | ------------------- | ------------------------------------------------- | -------- | ----- |
| Clube de Albergaria | 1890             | 1989            | Campeonato Nacional | Estádio Municipal António Augusto Martins Pereira | -        | /     |
| CF União de Coimbra | 1919             | 1985            | Campeonato Nacional | -                                                 | -        | /     |
| Escola Molelinhos   | 1979             | 1990            | Campeonato Nacional | Campo do Vale da Pata                             | 350      | /     |
| União Ferreirense   | 1916             | 1986            | Campeonato Nacional | -                                                 | -        | /     |
| GD Vimieirense      | -                | 1994            | Campeonato Nacional | -                                                 | -        | /     |
| CD Viseu            | -                | 1988            | Campeonato Nacional | -                                                 | -        | /     |

| \| Juventude CF Benfica Camarate 1º Dezembro Riachense \| Localisation des clubs engagés dans la Zona C du championnat. |
| Juventude CF Benfica Camarate 1º Dezembro Riachense                                                                     |

| Nom du club     | Date de création | Dernière montée | Division 1992-1993  | Stade                    | Capacité | Vict. |
| --------------- | ---------------- | --------------- | ------------------- | ------------------------ | -------- | ----- |
| SU 1º Dezembro  | 1880             | 1994            | Campeonato Nacional | Campo Conde de Sucena    | 1 000    | /     |
| CF Benfica      | 1933             | 1994            | Campeonato Nacional | Estádio Francisco Lázaro | 1 500    | /     |
| União Camarate  | -                | 1990            | Campeonato Nacional | -                        | -        | /     |
| Juventude Évora | 1918             | 1992            | Campeonato Nacional | -                        | -        | /     |
| CA Riachense    | 1932             | 1989            | Campeonato Nacional | -                        | -        | /     |

## Compétition

### Première phase
Classement
Le classement est calculé avec le barème de points suivant : une victoire vaut deux points, le match nul un et la défaite zéro.
Critères de départage en cas d'égalité au classement :
1. classement aux points des matchs joués entre les clubs ex æquo ;
2. différence entre les buts marqués et les buts concédés sur la totalité des matchs joués dans le championnat ;
3. plus grand nombre de buts marqués sur la totalité des matchs joués dans le championnat ;
4. en cas de nouvelle égalité, une rencontre supplémentaire aura lieu sur terrain neutre avec, éventuellement, l’épreuve des tirs au but.

#### Zone A
Le Boavista FC, ne remporte pas le championnat de zone A, c'est l'ADC Lobão qui le détrône en gagnant tous ses matches. 
A noter que l'ADC Lobão, établit un nouveau record de buts marqué en un match, ce dernier comptait pour la neuvième journée, face à l'Amarante Futebol Clube sur un score de 31 à 0.
| Rang | Équipe       | Pts | J | G | N | P | Bp | Bc | Diff |
| ---- | ------------ | --- | - | - | - | - | -- | -- | ---- |
| 1    | ADC Lobão    | 24  | 8 | 8 | 0 | 0 | 76 | 1  | +75  |
| 2    | Boavista FCT | 18  | 8 | 6 | 0 | 2 | 92 | 5  | +87  |
| 3    | SC MateusP   | 12  | 8 | 4 | 0 | 4 | 17 | 32 | -15  |
| 4    | CD Drizes    | 3   | 8 | 1 | 0 | 7 | 6  | 64 | -58  |
| 5    | Amarante FC  | 3   | 8 | 1 | 0 | 7 | 4  | 93 | -89  |

|  | Qualifiés pour la phase finale de la compétition. |
|  | Relégué en division inférieure. |
|  | T Tenant du titre. P Promu de division inférieure. Pts points ; G victoires ; N match nuls ; P défaites Bp buts marqués ; Bc buts encaissés ; Diff différence de buts |

| Résultats (▼dom., ►ext.)                                   | Lob  | Boa  | Mat  | Dri  | Ama  |
| ADC Lobão                                                  |      | 3-0  | 6-0  | 16-0 | 31-0 |
| Boavista FC                                                | 1-2  |      | 16-0 | 18-0 | 20-0 |
| SC Mateus                                                  | 0-1  | 0-6  |      | 4-1  | 3-0  |
| CD Drizes                                                  | 0-10 | 0-10 | 1-3  |      | 0-1  |
| Amarante FC                                                | 0-7  | 0-21 | 1-7  | 2-4  |      |
| - Victoire à domicile - Match nul - Victoire à l'extérieur |      |      |      |      |      |

#### Zone B
La zone B voit la victoire de l'União de Coimbra qui est pour la onzième fois consécutive, la seule équipe avec le Boavista FC à se qualifier pour la phase finale.
| Rang | Équipe              | Pts | J  | G | N | P | Bp | Bc | Diff |
| ---- | ------------------- | --- | -- | - | - | - | -- | -- | ---- |
| 1    | CF União de Coimbra | 28  | 10 | 9 | 1 | 0 | 54 | 3  | +51  |
| 2    | Clube de Albergaria | 22  | 10 | 7 | 1 | 2 | 31 | 6  | +25  |
| 3    | CD Viseu            | 15  | 10 | 5 | 0 | 5 | 19 | 32 | -13  |
| 4    | União Ferreirense   | 11  | 10 | 3 | 2 | 5 | 21 | 27 | -6   |
| 5    | Escola Molelinhos   | 7   | 10 | 2 | 1 | 7 | 12 | 31 | -19  |
| 6    | GD VimieirenseP     | 4   | 10 | 1 | 1 | 8 | 15 | 53 | -38  |

|  | Qualifiés pour la phase finale de la compétition. |
|  | Relégué en division inférieure. |
|  | T Tenant du titre. P Promu de division inférieure. Pts points ; G victoires ; N match nuls ; P défaites Bp buts marqués ; Bc buts encaissés ; Diff différence de buts |

| Résultats (▼dom., ►ext.)                                   | Coi  | Alb  | Vis | Fer | Esc | Vim |
| CF União de Coimbra                                        |      | 2-0  | 9-0 | 3-1 | 9-0 | 8-1 |
| Clube de Albergaria                                        | 0-0  |      | 1-2 | 3-1 | 3-0 | 7-1 |
| CD Viseu                                                   | 0-2  | 0-10 |     | 3-2 | 1-0 | 1-3 |
| União Ferreirense                                          | 0-5  | 0-3  | 3-1 |     | 4-3 | 6-2 |
| Escola Molelinhos                                          | 0-6  | 0-2  | 1-2 | 1-1 |     | 4-2 |
| GD Vimieirense                                             | 1-10 | 0-2  | 1-9 | 3-3 | 1-3 |     |
| - Victoire à domicile - Match nul - Victoire à l'extérieur |      |      |     |     |     |     |

#### Zone C
Le Sporting Clube de Portugal, n'ayant reporté aucun titre depuis 1991, décide en fin de saison dernière d'abandonner la compétition féminine. C'est donc à nouveau le 1º Dezembro, qui remporte le championnat de zone C. Devançant largement le CF Benfica (qui n'a rien à voir avec le Sport Lisboa e Benfica.
A noter que cette saison, le Clube Atlético Riachense a glisser de la zone B, vers la zone C.
| Rang | Équipe          | Pts | J | G | N | P | Bp | Bc | Diff |
| ---- | --------------- | --- | - | - | - | - | -- | -- | ---- |
| 1    | SU 1º Dezembro  | 24  | 8 | 8 | 0 | 0 | 70 | 6  | +64  |
| 2    | CF Benfica      | 16  | 8 | 5 | 1 | 2 | 25 | 11 | +14  |
| 3    | Juventude Évora | 8   | 8 | 2 | 2 | 4 | 14 | 28 | -14  |
| 4    | CA Riachense    | 7   | 8 | 1 | 4 | 3 | 5  | 29 | -24  |
| 5    | União Camarate  | 1   | 8 | 0 | 1 | 7 | 8  | 48 | -40  |

|  | Qualifiés pour la phase finale de la compétition. |
|  | Relégué en division inférieure. |
|  | T Tenant du titre. P Promu de division inférieure. Pts points ; G victoires ; N match nuls ; P défaites Bp buts marqués ; Bc buts encaissés ; Diff différence de buts |

| Résultats (▼dom., ►ext.)                                   | 1ºD | CFB | Juv | Ria  | Cam  |
| SU 1º Dezembro                                             |     | 3-2 | 8-0 | 14-0 | 16-0 |
| CF Benfica                                                 | 1-6 |     | 3-1 | 0-0  | 3-0  |
| Juventude Évora                                            | 2-8 | 0-5 |     | 0-0  | 9-3  |
| CA Riachense                                               | 0-8 | 0-5 | 0-0 |      | 0-0  |
| União Camarate                                             | 1-7 | 1-6 | 1-2 | 2-5  |      |
| - Victoire à domicile - Match nul - Victoire à l'extérieur |     |     |     |      |      |

### Phase finale
Les six équipes qualifiées pour la phase finale s'opposent dans un championnat aller-retour. Le Boavista, ne remporte pas son onzième titre d'affilée, et finit même 3e de cette phase finale devancé par le 1º Dezembro. C'est le club de Lobão qui s'adjuge le titre de champion tout en étant invaincu sur les deux phases (15 victoires, 3 nuls et 0 défaites - 107 buts marqués et seulement 8 buts encaissés).
| Rang | Équipe              | Pts | J  | G | N | P | Bp | Bc | Diff |
| ---- | ------------------- | --- | -- | - | - | - | -- | -- | ---- |
| 1    | ADC Lobão           | 24  | 10 | 7 | 3 | 0 | 31 | 7  | +24  |
| 2    | SU 1º Dezembro      | 23  | 10 | 7 | 2 | 1 | 55 | 10 | +45  |
| 3    | Boavista FCT        | 21  | 10 | 7 | 0 | 3 | 35 | 17 | +18  |
| 4    | CF Benfica          | 10  | 10 | 3 | 1 | 6 | 17 | 28 | -11  |
| 5    | União de Coimbra    | 6   | 10 | 1 | 3 | 6 | 10 | 35 | -25  |
| 6    | Clube de Albergaria | 1   | 10 | 0 | 1 | 9 | 5  | 56 | -51  |

|  | Vainqueur de la compétition. |
|  | T Tenant du titre. P Promu de division inférieure. Pts points ; G victoires ; N match nuls ; P défaites Bp buts marqués ; Bc buts encaissés ; Diff différence de buts |

| Résultats (▼dom., ►ext.)                                   | Lob | 1ºD  | Boa | CFB | Coi | Alb |
| ADC Lobão                                                  |     | 1-1  | 1-0 | 3-0 | 2-2 | 5-0 |
| SU 1º Dezembro                                             | 1-1 |      | 3-4 | 5-2 | 9-0 | 9-0 |
| Boavista FC                                                | 2-3 | 1-5  |     | 5-1 | 5-2 | 6-1 |
| CF Benfica                                                 | 1-4 | 1-3  | 1-3 |     | 1-0 | 5-2 |
| União de Coimbra                                           | 0-2 | 0-6  | 0-7 | 2-2 |     | 1-1 |
| Clube de Albergaria                                        | 0-9 | 0-13 | 0-2 | 1-3 | 0-3 |     |
| - Victoire à domicile - Match nul - Victoire à l'extérieur |     |      |     |     |     |     |